# Acanthodactylus harranensis
Acanthodactylus harranensis es una especie de reptiles escincomorfos de la familia Lacertidae.

## Distribución geográfica y hábitat
Es endémica del sudeste de Turquía. Su rango altitudinal oscila entre 380 y 400 m s. n. m..